# Didier Ovono
Pour les articles homonymes, voir Ebang.
Didier Janvier Ovono Ebang est un footballeur international gabonais, né à Port-Gentil le 23 janvier 1983. Il évolue au poste de gardien de but.

## Biographie

### Débuts
Il commence à pratiquer le football dans sa ville natale au club de Petro Sport avec bordet Christopher où il va apprendre les rudiments du poste de gardien de but et faire ses premières armes en compétition.

### CAN Junior et révélation
Après des prestations remarquées lors de la Coupe d’Afrique Juniors avec la sélection nationale gabonaise, il rejoint successivement deux clubs-phares du Gabon : en 2002, l’AS Mangasport de Moanda où il va remporter le championnat national puis, en 2003, le club de Sogéa FC où il signe également une saison de bon niveau en Division 1. La carrière de Didier est lancée : il rejoint l’équipe nationale A des Panthères du Gabon et il peut regarder vers l’étranger pour entamer une véritable carrière internationale. Mais pour se donner le maximum de chances de réussir, il souhaite achever sa formation spécifique en rejoignant en Espagne, à Barcelone, la Fundacion MARCET où il va recevoir les conseils de l’illustre gardien camerounais Thomas N’kono.

### Expérience en Amérique centrale
Se sentant armé pour affronter un premier défi sportif, il répond favorablement à une proposition venant d’Amérique centrale et plus précisément du Salvador : il signe en juillet 2005 à l’Alianza FC. Seul gardien africain professionnel qui évolue dans un pays centre-américain à cette époque, Didier Ovono conquiert rapidement le cœur du public local et sera élu meilleur gardien du championnat du Salvador et second meilleur gardien de l'Amérique centrale et du Sud en 2006.
Cette première expérience réussie ne laisse pas insensible de l’autre côté de l’Atlantique et un club de Ligue 1 du Portugal, Paços de Ferreira FC, souhaite engager Didier. Mais des problèmes administratifs repoussent indéfiniment la qualification du joueur et le portier gabonais ne pourra finalement jamais endosser en compétition officielle le maillot du club portugais.

### Retour en Europe
Ce petit coup d’arrêt réglementaire ne porte pas atteinte au moral du joueur qui relève un deuxième défi sportif en s’engageant en juillet 2007 pour le club géorgien du FC Dinamo Tbilisi où, en deux saisons, il va gagner un titre de Champion, une Coupe de Géorgie et la Super Coupe nationale. Ce passage en Géorgie lui permet de garnir sa collection de trophées mais aussi de découvrir les matchs de Coupe d’Europe avec la Coupe de l'UEFA (connue désormais sous le nom de Ligue Europa) et surtout la reine des compétitions européennes, l’UEFA Champions League.
En parallèle de ses performances en club, ses apparitions en qualité de gardien titulaire indiscutable de l'équipe nationale gabonaise permettent à Didier de se faire remarquer lors des différents rassemblements et matchs organisés en Europe par le sélectionneur national des Panthères, Alain GIRESSE.
A un an du terme de son contrat au FC Dinamo Tbilisi, les prestations du gardien gabonais lors des matchs de qualification pour la CAN et la Coupe du monde 2010 notamment contre le Ghana, le Mali ou le Maroc séduisent de nombreux clubs en Russie, en Turquie et en France.

### Ovono au Mans FC
Et c’est en Ligue 1 en France qu'il choisit de poursuivre sa carrière puisqu’il est transféré en juin 2009 au club du Mans, où il signe un contrat de 3 saisons, club qui avait déjà accueilli de nombreux talents africains comme Didier Drogba, Daniel Cousin, Gervinho ou Stéphane Sessègnon. Le challenge d’assurer la succession de Yohann Pelé parti au Toulouse FC est à la mesure des ambitions de Didier Ovono. Malheureusement le début de saison du club est difficile : le portier gabonais n’est d’ailleurs pas choisi par l'entraîneur portugais Paulo Duarte pour commencer la saison en qualité de titulaire, avant d’être réintégré dès la troisième journée de championnat. À la suite de l'éviction à l’automne de Duarte, le nouvel entraîneur Arnaud Cormier sait trouver les mots pour le conforter dans sa position de numéro 1 au poste. Auteur d'une très remarquée CAN en Angola en janvier 2010, et notamment d’un match héroïque lors de la victoire du Gabon contre le Cameroun de Paul le Guen, Didier Ovono revient au Mans plus confiant que jamais, mais, malgré une deuxième partie de saison convaincante sur le plan individuel, le club du Mans ne pourra éviter la relégation en Ligue 2.
Au retour de la trêve estivale, il refuse de répondre à des sollicitations de clubs étrangers pour poursuivre l'aventure sous le maillot manceau et relever le défi de la remontée immédiate en Ligue 1. L'entraîneur Arnaud Cormier décide de lui confier le brassard de capitaine, un signe fort de sa confiance envers le portier gabonais.

### Sochaux puis Ostende
À la suite du déficit de 3 millions d'euros du club manceau, le club doit alléger au plus vite sa masse salariale. Après s'être séparé de Daniel Jeandupeux, ancien conseiller du président, le club doit se résoudre à vendre la Pincenardière, son siège social, centre d'entraînement et de formation et se retrouve dans l'obligation de se séparer de joueurs en fin de contrat dans lesquels figure Didier Ovono.
Le gabonais est alors sans club depuis le 1er juin 2012 et doit profiter du mercato estival pour trouver un club,. En novembre 2012, il signe jusqu'à la fin de la saison en faveur du FC Sochaux.
Un temps annoncé de retour au pays avec le FC Sapins, Ovono s'engage finalement avec le KV Ostende, après un essai, le 22 novembre 2013. En mai 2016, Ovono décide d'arreter avec la sélection gabonaise.

### Paris FC
Le 08 août 2017, en fin de contrat du côté du KV Ostende, Didier s'engage avec le FC Paris.

## Carrière
- 1998-2003 : Petro Sport Port-Gentil  Gabon
- 2003-2004 : AS Mangasport  Gabon
- 2004-2005 : Sogéa FC  Gabon
- 2005-2006 : Alianza FC  Salvador (36 matchs)
- 2006-2007 : Paços de Ferreira  Portugal
- 2007-2009 : Dinamo Tbilissi  Géorgie (22 matchs)
- 2009-2012 : Le Mans UC  France (86 matchs)
- Nov. 2012-2013 : FC Sochaux  France (0 matchs)
- Nov. 2013-2017 : KV Ostende  Belgique[5] (119 matchs)
- depuis Sep. 2017 : Paris FC  France (0 matchs)

## Palmarès
- Champion du Gabon en 2004 avec l'AS Mangasport.
- Finaliste de la Coupe du Gabon en 2004 avec l'AS Mangasport.
- Champion de Géorgie en 2008 avec le Dinamo Tbilissi.
- Vainqueur de la Supercoupe de Géorgie en 2008 avec le Dinamo Tbilissi.
- Vainqueur de Coupe de Géorgie en 2009 avec le Dinamo Tbilissi.
- Finaliste de la Coupe du Belgique en 2016 avec le KV Ostende.